# Offenheit des Gütermarktes
In der Makroökonomie wird als Gütermarkt die Summe aller Märkte bezeichnet, auf denen Waren und Dienstleistungen gehandelt werden. Er umfasst das aggregierte Angebot und die aggregierte Nachfrage nach allen produzierten Gütern in einer Volkswirtschaft. Somit schließt der Gütermarkt aus makroökonomischer Sicht sowohl den Konsum als auch die Investitionen mit ein.
In der Mikroökonomie wird der Gütermarkt als ein zeitlich und örtlich begrenzter Markt für ein einzelnes Produkt bzw. Gut bezeichnet. Er wird hier also als reiner Einzelmarkt gesehen.
Offene Gütermärkte ermöglichen den Nachfragern (Konsumenten) von Gütern und Dienstleistungen die Wahl zwischen in- und ausländischen Gütern. Umgekehrt haben die Anbieter (Unternehmen) von Gütern und Dienstleistungen die Chance die Güter im Inland und im Ausland abzusetzen. Nach wie vor gibt es gegenwärtig Zölle, Import- und Exportrestriktionen, sowie andere tarifäre und nicht-tarifäre Handelshemmnisse.

## Handels- und Dienstleistungsbilanz
Exporte und Importe von Waren werden in der Handelsbilanz, Exporte und Importe von Dienstleistungen (bspw. Arbeitsdienste, Kapitaldienste, Tourismus) werden in der
Dienstleistungsbilanz erfasst.

## Empirie
Die Abbildung zeigt die Entwicklung der deutschen Warenimporte und -exporte als Anteil des deutschen BIP der vergangenen 45 Jahre. Sie veranschaulicht einen deutlich Anstieg sowohl der Exporte als auch der Importe im Zeitverlauf.
In den letzten vierzig Jahren wies die deutsche Handelsbilanz in der Regel einen Überschuss auf.
Anfang der 90er Jahre nahm der Handelsbilanzüberschuss aufgrund der deutschen Wiedervereinigung ab (Verlust an Wettbewerbsfähigkeit). Bis 2005 ist der Überschuss der Handelsbilanz aber deutlich gestiegen (Integration der Weltwirtschaft und der EU). Aus diesem Exportüberhang kann auf die Wettbewerbsfähigkeit der deutschen Industrie geschlossen werden.
Der Außenbeitrag entspricht dem Saldo der Handels- und Dienstleistungsbilanz.
Die Außenhandelsquote entspricht dem Mittel aus Exportquote und Importquote.
Mit Hilfe der Außenhandelsquote kann die Reichweite des Handels mit dem Rest der Welt dargestellt werden. Lag diese in den 60er Jahren noch bei durchschnittlich 15 %, hat sie sich inzwischen bis zum Jahr 2005 mehr als verdoppelt. Das zeigt, dass Deutschland in der Zwischenzeit doppelt so viel mit dem Rest der Welt handelt als noch vor 45 Jahren.
Die Dienstleistungsbilanz hingegen weist einen Defizit auf. Der Grund dafür ist im Tourismus zu suchen, da die Dienstleistungsbilanz bedeutend vom Reiseverkehr beherrscht wird.
Die Ursache ist einfach, es machen mehr Deutsche Urlaub im Ausland als andersherum.
Das Defizit der Dienstleistungsbilanz übertraf i. d. R. aber nicht den Überschuss der Handelsbilanz, so dass insgesamt ein positiver Außenbeitrag realisiert wurde.
In der Tabelle werden die Außenhandelsquoten für einige OECD-Länder dargestellt.
Empirisch auffällig ist, dass die USA und Japan eine relativ geringe Außenhandelsquote
aufweisen. Die europäischen Länder hingegen weisen einen wesentlich höheren Prozentsatz auf. Davon kann aber nicht auf eine geringe Offenheit der amerikanischen/japanischen Ökonomie geschlossen werden, da die Außenhandelsquote kein gutes Maß für die Offenheit von Märkten ist. Ein besseres Maß für die Offenheit einer Ökonomie ist der Anteil von handelbaren Gütern an der Gesamtproduktion. Die geringe Außenhandelsquote der USA/Japan liegt an der Größe des Landes. Die wichtigsten Bestimmungsfaktoren für die Differenzen der Außenhandelsquoten sind die geografische Lage und die Größe des Landes.

## Wahl von in- und ausländischen Gütern
Relative Preise als Determinanten des Angebots und der Nachfrage von inländischen und ausländischen Gütern.
Die Nachfrage nach in- und ausländischen Gütern hängt von den relativen Preisen zwischen in und ausländischen Gütern ab:
- Im Falle homogener Güter werden die Konsumenten das Gut mit dem niedrigeren Preis wählen.
- Im Falle inhomogener Güter müssen zusätzlich Unterschiede in der Realisierbarkeit von Kundennutzen in die Überlegung mit einbezogen werden. Die Wirtschaftssubjekte wählen i. A. das Gut mit dem geringsten Preis-Leistungs-Verhältnis. Spezifische Präferenzen können auch eine gewichtige Rolle spielen, z. B. Präferenzen für spezifische Leistungsmerkmale, Herkunftsländer, Brands etc.

In ähnlicher Weise hängt auch die Entscheidung über ein Angebot von Gütern auf in- und ausländischen Märkten von den relativen Preisen ab:
- Im Falle homogener Güter werden die Unternehmen zum höheren Preis verkaufen.
- Im Falle inhomogener Güter zum höchsten Preis-Leistungs-Verhältnis.

## Vom nominalen zum realen Wechselkurs

### Nominaler Wechselkurs
Der nominale Wechselkurs gibt die Austauschrelation zwischen ausl. und inl. Währung an.
Nominale Wechselkurse zwischen zwei Währungen kann auf zwei unterschiedliche Arten ausgedrückt werden:
- Mengennotierung

Sie gibt an, wie viele ausländische Geldeinheiten man für eine Einheit inländischer Währung bezahlen muss. Sie bezeichnet also den Preis für einen Einheit inländische Währung, berechnet in ausländischer Währung.
- Preisnotierung

Diese gibt an, wie viele inländische Geldeinheiten eine ausländische Geldeinheit wert ist.
International sind beide Notierungsarten gebräuchlich, aber die Mengennotierung ist verbreiteter.
Der Wechselkurs zwischen Euro und den meisten ausländischen Devisen verändert sich täglich. Verändert er sich so, dass für den Erwerb einer Einheit ausländischer Währung weniger inländische Währung erforderlich sind als zuvor, so spricht man von einer Aufwertung der inländischen Währung.
Verändert sich der Devisenkurs so, dass für den Erwerb einer Einheit ausländischer Währung mehr Einheiten der inländischen Währung erforderlich sind als zuvor, so spricht man von einer Abwertung der inländischen Währung.

Realer und Nominaler Wechselkurs zwischen Dtl. und den USA.

Die Abbildung verdeutlicht die Entwicklung des nominalen und realen Wechselkurses zwischen Euro und Dollar seit 1975. Sie zeigt wie sich der relative Preis der beiden Währungen (Dollar im Vergleich zum Euro) bewegt hat. Hier fallen zwei Punkte auf. Zum einen der steigende Trend des Wechselkurses und zum anderen die starken Schwankungen während des Verlaufes.

### Realer Wechselkurs
Der reale Wechselkurs gibt die relativen Preise zwischen inländischen und ausländischen Gütern, ausgedrückt in inländischer oder in ausländischer Währung an.
Es soll ein realer Wechselkurs entwickelt werden, der den relativen Preis aller in Deutschland produzierten Güter in Einheiten aller in den USA produzierten Güter abbildet.
Dafür muss für alle in den USA produzierten Güter ein Dollar-Preisindex und für alle in Deutschland produzierten Güter ein Euro-Preisindex verwendet werden.
Dabei kommt der BIP-Deflator zum Einsatz. Er ist ein Preisindex für die in einer Volkswirtschaft erstellten Endprodukte und Dienstleistungen.
Auch der reale Wechselkurs verändert sich im Zeitverlauf. Steigt der Preis inländischer Güter relativ zum Preis ausländischer Güter, so spricht man von einer realen Aufwertung.
Werden die inländischen Güter relativ zu ausländischen Gütern billiger, so spricht man von einer realen Abwertung.
Berechnung des realen Wechselkurses
[E] nominaler Wechselkurs Dollar je Euro
[P] BIP Deflator für Deutschland
[P*] BIP Deflator für USA

### Vom bilateralen zum multilateralen Wechselkurs
- Bilateraler Wechselkurs

realer Wechselkurs zwischen zwei Ländern
- Multilateraler Wechselkurs

realer Wechselkurs zwischen einem Land und seinen Handelspartnern, berechnet als gewichteter Durchschnitt der bilateralen Wechselkurse.
Da Deutschland mit vielen Ländern in Handelsbeziehungen steht müssen multilaterale reale
Wechselkurse ermittelt werden. Dazu ist das mit den Handelsquoten gewichtete Mittel der
bilateralen realen Wechselkurse zu berechnen.
Um multilaterale reale Exportwechselkurse zu ermitteln, werden die bilateralen realen
Wechselkurse zu den verschiedenen Ländern mit den Anteilen der Exporte in die verschiedenen Länder an den Gesamtexporten gewichtet. Analog wird bei der Berechnung der realen Importwechselkurse verfahren. Die realen multilateralen Wechselkurse werden dann als Mittel der realen multilateralen Wechselkurse der Exporte und der Importe berechnet.

## Gesetz des einheitlichen Preises und die Kaufkraftparität
Ist die Theorie der Wechselkursbestimmungen, wobei angenommen wird, dass mit einer Einheit einer jeden Währung in jedem Land dieselbe Menge an Gütern erworben werden kann.
Zwischen Deutschland und den USA werden ganze Güterbündel gehandelt. Wenn das Gesetz des einheitlichen Preises für alle Güter gilt, müsste des Preis eines deutschen Warenkorbes, gemessen in Dollar, den gleichen Preis eines amerikanischen Warenkorbes haben.
Die hohen Schwankungen des realen Wechselkurses machen deutlich, dass die Kaufkraftparität kurzfristig meist nicht erfüllt ist. Der Grund hierfür sind die bestehenden Handelsbarrieren, die Gegebenheit das nicht alle Güter handelbar sind und natürlich auch das viele Preise kurzfristig starr sind.